# USS Harry S. Truman (CVN–75)

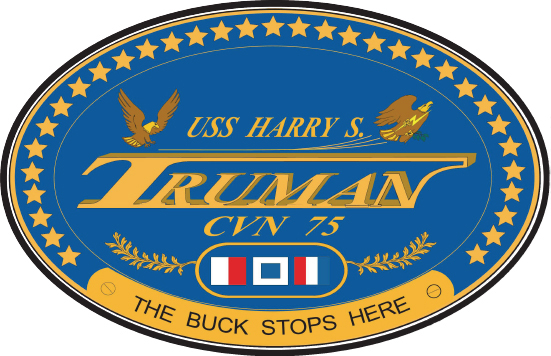
Az USS Harry S. Truman jelvénye

Az USS Harry S. Truman a nyolcadik Nimitz osztályú nukleáris repülőgép-hordozó. Nevét Harry S. Trumanról, az Egyesült Államok harmincharmadik elnökéről kapta. Hívják még Lone Warriornak (Magányos Harcosnak) is. Átadásánál Bill Clinton elnök mondott beszédet.
2005-ben a Katrina hurrikán pusztítása után részt vett a mentőakciókban. 2022-ben a NATO irányítása alá került az Ukrajna elleni orosz inváziót követően.

## A filmekben
Az első film, amiben a hordozó szerepelt, A Nap könnyei című film.